# Noord-Andaman
Noord-Andaman is het noordelijkste eiland van de Indiase eilandengroep de Andamanen. Samen met Midden-Andaman vormt het een van de drie districten van het unieterritorium de Andamanen en Nicobaren.
Het eiland heeft een oppervlakte van 1376 km². Het hoogste punt van de archipel ligt op het eiland: Saddle Peak op meer dan 700 m.
Noord-Andaman was een van de eilanden getroffen door de tsunami van 2004.